# Голік Руслан Валерійович
Русла́н Вале́рійович Го́лік (1977—2015) — сержант Збройних сил України, учасник російсько-української війни.

## З життєпису
Народився 1977 року в селі Благодатне (колишнє Радгоспне) Скадовського району Херсонської області.
В часі війни — сержант 40-го окремого мотопіхотного батальйону 17-ї окремої танкової бригади. Брав участь в обороні Дебальцевого.
13 лютого 2015 року пропав безвісти в передмісті Дебальцевого (насип у кінці вулиці Серго) на блокпосту. Там терористи підбили БМП, у якому перевозили поранених — серед них був і Руслан.
Ідентифікований по ДНК та визнаний загиблим.
Похований на Краснопільському цвинтарі, ділянка № 79.

## Нагороди та вшанування
- Указом Президента України № 334/2020 від 21 серпня 2020 року за «особисту мужність і самовіддані дії, виявлені у захисті державного суверенітету та територіальної цілісності України» нагороджений орденом «За мужність» III ступеня (посмертно)[1]
- У лютому 2017 року в Херсонській облдержадміністрації відбулося нагородження бійців АТО з Херсонщини, які брали участь у боях під Дебальцевим у січні-лютому 2015 року. За батька нагороду отримала донька Світлана Голік.